# روبرت لوري (ملحن)
روبرت لوري (بالإنجليزية: Robert Lowry)‏ هو ملحن أمريكي، ولد في 12 مارس 1826 في فيلادلفيا في الولايات المتحدة، وتوفي في 25 نوفمبر 1899 في بلينفيلد في الولايات المتحدة.

## وصلات خارجية
- روبرت لوري على موقع IMDb (الإنجليزية)
- روبرت لوري على موقع ميوزك برينز (الإنجليزية)